# Ligne de Nexon à Brive-la-Gaillarde
La ligne de Nexon à Brive-la-Gaillarde est une ligne de chemin de fer française, mise en service le 20 décembre 1875, qui relie la gare de Nexon (Haute-Vienne) à celle de Brive-la-Gaillarde (Corrèze). Jusqu'en 1893, elle accueillait l'important trafic voyageur et fret de l'axe Paris - Toulouse - Espagne avant d'être supplantée par la ligne Limoges - Brive via Uzerche.
Elle constitue la ligne 613 000 du réseau ferré national.
Elle est parfois surnommée « la petite ligne de Pompadour ».

## Histoire
À la suite de la déconfiture financière de la Compagnie du chemin de fer Grand-Central de France, son démantèlement est organisé en 1857 au profit de la Compagnie du chemin de fer de Paris à Orléans et de la constitution de la Compagnie des chemins de fer de Paris à Lyon et à la Méditerranée. Dans ce cadre, la Compagnie du chemin de fer de Paris à Orléans reçoit, à titre complémentaire, notamment la concession à titre éventuel d'une ligne « de Limoges à Brive » par la convention signée le 11 avril 1857 avec le ministre des Travaux publics. Cette convention est approuvée par décret le 19 juin 1857.
Cette concession répondait à un souci de réduction du temps de parcours au sud de Limoges en évitant de passer par Périgueux. La construction de la ligne entre Limoges et Brive est déclarée d'utilité publique par décret impérial le 17 mai 1865 rendant ainsi la concession définitive. Initialement prévue pour être à double voie, la ligne fut finalement construite avec une seule voie, par souci d'économie. Cette ligne permit à sa mise en service de réduire le temps de parcours entre Paris et Toulouse par rapport à l'ancien itinéraire passant par Périgueux, avec une réduction de 70 km. À la mise en service de la ligne Limoges Brive via Uzerche (qui est partie intégrante de la ligne POLT), celle-ci vit perdre une bonne partie de son trafic, jusqu'à la suppression des trains Paris Toulouse via St Yrieix à l'aube de la première guerre mondiale.
Le décret du 13 juin 1874 porte la décision du détachement du chemin de fer de Limoges à Brive, de la ligne de Limoges à Périgueux, à ou près de Nexon. Il corrige le décret du 17 mai 1865 dans ses dispositions contraires au nouveau décret.

## Infrastructure

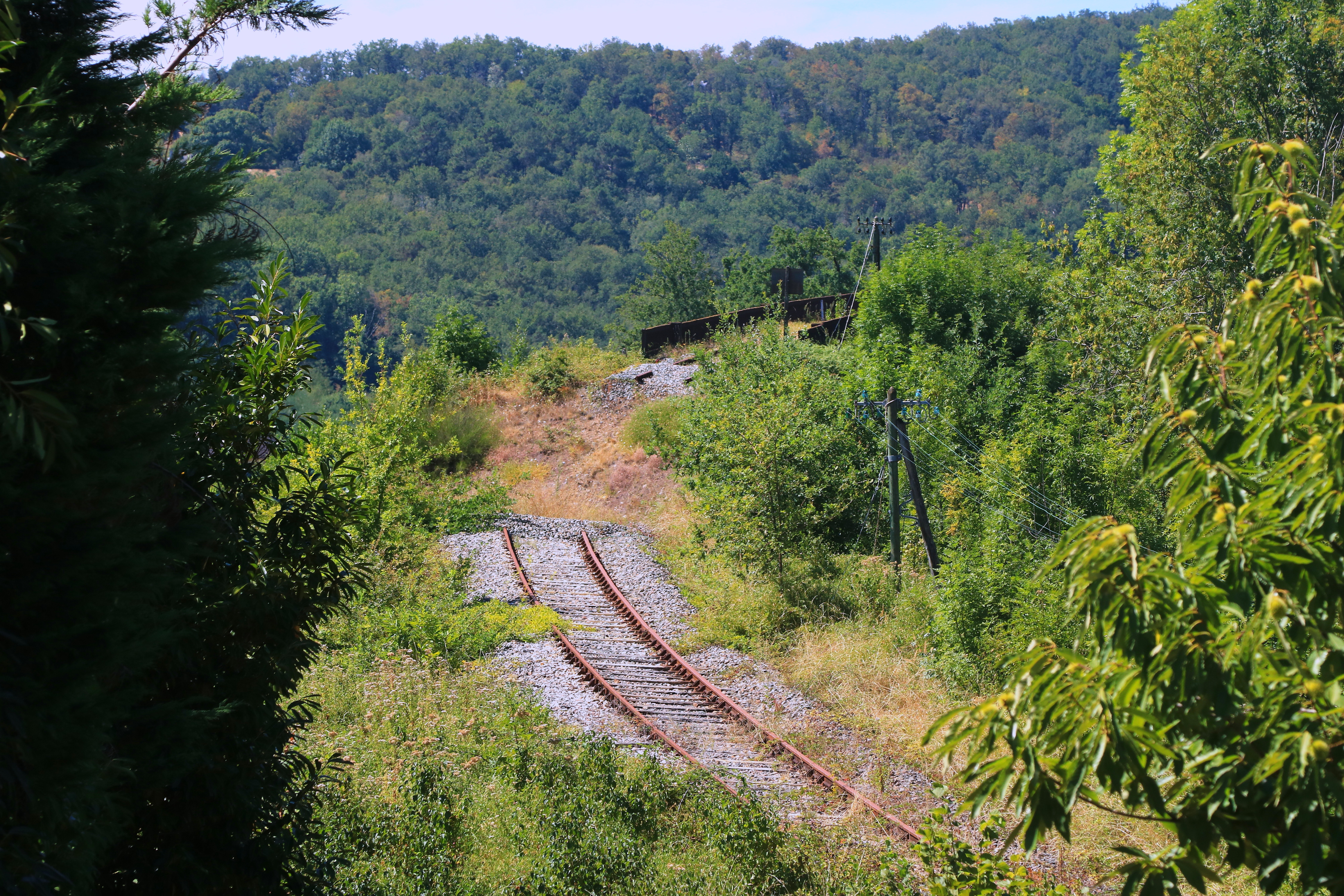
Zone de l'effondrement de la voie à Vignols.

La vitesse de circulation est abaissée en 2015 de 70 à 60 km/h, puis en 2018 de 60 à 50 km/h.
La ligne est interrompue depuis le 27 février 2018 au soir entre Pompadour et Objat à la suite de la constatation d'un affaissement de la voie sur une vingtaine de mètres aux environs de Vignols,. Cette interruption, prolongée jusqu'à Saint-Yrieix-la-Perche, perdure depuis cette année-là.
En octobre 2019, la région Nouvelle-Aquitaine s'engage à hauteur de 41,4 M€ pour la régénération des tronçons abîmés. Cela s'ajoute aux 4,01 millions de SNCF Réseau et 1,79 million de l'État, pour s'élever au total à 47,2 M€. En mars 2020, la région rajoute cinq millions d'euros en urgence afin d'éviter une limitation de vitesse sur la section entre Nexon et Saint-Yrieix-la-Perche.
Entre juillet 2023 et février 2024, des travaux de modernisation portant sur le renouvellement complet des voies ont lieu sur la section entre Nexon et Saint-Yrieix-la-Perche, permettant de rétablir la limitation de vitesse à 70 km/h, contre une vitesse de 60 km/h avant les travaux. Financés à 80% par la Région Nouvelle-Aquitaine, ces travaux permettent d'assurer une continuité de service pour une période de 20 ans .

## Dessertes
Elle est desservie par les trains du service TER Nouvelle-Aquitaine.
- Limoges - Nexon - Saint Yrieix (7 A/R par jour)
- Brive-la Gaillarde - Objat (6 A/R par jour)

## Tracé
La ligne possède un profil difficile de Nexon à Saint-Yrieix : il atteint 20 mm par mètre. Les déclivités s'accentuent encore un peu entre Saint-Yrieix et Objat, atteignant 23 mm par mètre. Enfin, d'Objat à Brive-la-Gaillarde la ligne a un meilleur profil : 13 mm par mètre max.

## Gares
Sur la section Nexon → Saint-Yrieix, une seule gare intermédiaire subsiste : La Meyze. Sur la section Objat → Brive, il y en a 3 : Saint-Aulaire, Le Burg, Varetz. A sa fermeture, la section Saint-Yrieix → Objat avait 4 gares : Coussac - Bonneval, Lubersac, Pompadour, Vignols Saint-Solve. Il y avait autrefois d'autres gares encore : Champsiaux, Saint-Julien-le-Vendômois. Des croisements sont possibles dans les gares suivantes : Nexon, Saint-Yrieix, Objat, Brive-la-Gaillarde.

## Ouvrages d'art
La ligne possède nombre d'ouvrages d'art : 
- Viaduc de la Meyze (75 m)
- Viaduc de l'Isle (51 m)
- Viaduc sur la Loue (135 m)
- Viaduc de la Pouge (84 m) (désaffecté)
- Viaduc de la Boucheuse (178 m) (désaffecté)
- Viaduc du Boulou (38 m) (désaffecté)
- Viaduc sur la Haute-Vézère (41 m) (désaffecté)
- Viaduc sur la Donne (130 m) (désaffecté)
- Viaduc de Pompadour (285 m) (désaffecté)
- Viaduc de Cambes (55 m) (désaffecté)
- Viaduc de la Sagne (157 m) (désaffecté)
- Viaduc de la Croix (64 m) (désaffecté)
- Viaduc de Monteil (83 m) (désaffecté)
- Viaduc de Vignols (252 m) (désaffecté)
- Viaduc de Sarget (143 m) (désaffecté)
- Viaduc de Saint-Solve (212 m) (désaffecté)
- Pont sur la Vézère (67 m)
- Pont sur la Corrèze (67 m aussi)
- Pont lambda (26 m)